# TV Asahi
TV Asahi Corporation (株式会社テレビ朝日 Kabushiki-gaisha Terebi Asahi?), también conocida como EX y Tele-Asa (テレ朝 Tere Asa?) es una cadena de televisión privada de Japón, con cobertura nacional a través de la red All-Nippon News Network. Su sede se encuentra en el distrito de Roppongi, Tokio.

## Historia

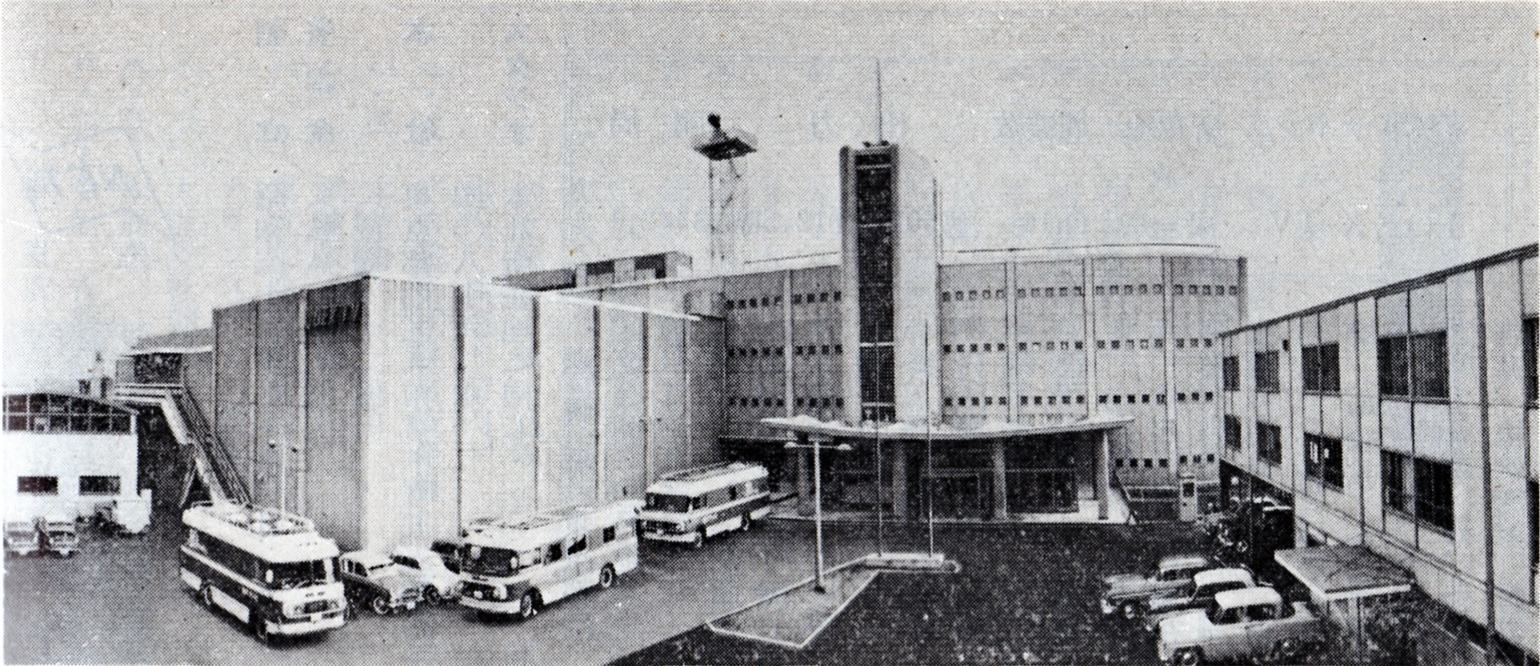
Oficinas de Nihon Educational Television en 1961.

### Nihon Educational Television (1957-1977)
El canal de televisión se estableció el 1 de noviembre de 1957 con el nombre Nippon Educational Television Co., Ltd. (日本教育テレビ Nihon kyōiku terebi?, NETテレビ). Se estableció como un canal de televisión educativa con fines de lucro. En ese momento, su licencia de radiodifusión exigía que la cadena dedique al menos el 50% de su tiempo de emisión a la programación educativa, y al menos el 30% de su tiempo de emisión a la programación educativa infantil. La estación era propiedad de Asahi Shimbun, Toei Company, Nihon Keizai Shimbun y Obunsha. La prueba de los patrones de la señal empezaron el 24 de diciembre de 1958 desde la Torre de Tokio, al día siguiente sería la apertura oficial de las instalaciones del canal. El 9 de enero de 1959 empiezan la señal a prueba, y final comenzaría sus transmisiones oficiales el 1 de febrero a partir de las 10 a. m. hora local (salida de video 10 kW, salida de audio 5 kW) con un vídeo de apertura titulado Dancing Lion Dance.

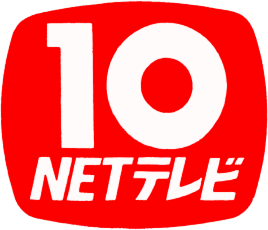
Logo de NET TV (1960 - 1977)

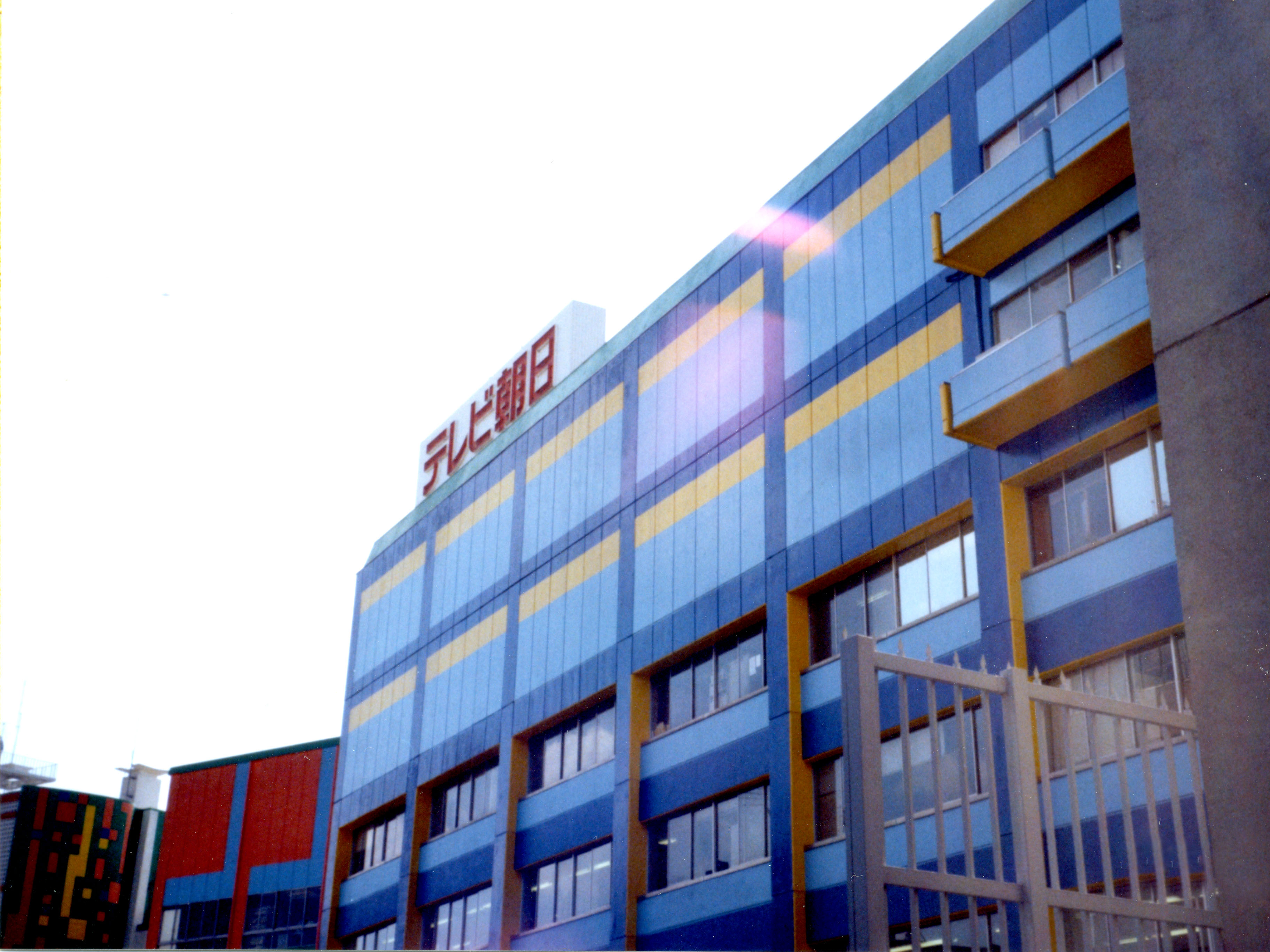
Centro Roppongi (Antiguo edificio). Foto tomada en octubre de 1989.

Sin embargo, el modelo educacional no tuvo la audiencia deseada y a partir de los años 1960 se introdujeron nuevos espacios más comerciales, como películas extranjeras y anime, con el objetivo a largo plazo de convertir NET TV en un canal generalista. Para no infringir los requisitos de la licencia de televisión educativa, NET justificó la emisión de estos programas con el pretexto de "nutrir la gama emocional de un niño" y "presentar nuevas culturas" a los espectadores japoneses.
El 23 de noviembre de 1963, en colaboración con NHK, se transmite con éxito la primera transmisión de televisión entre Japón y los Estados Unidos a través de satélites de retransmisión, esto con motivo del caso del Asesinato de John F. Kennedy.
El 27 de marzo de 1967, NET emitió su primer programa en color, siendo el cuarto en Tokio en usar esto. Parte de su transformación en un canal de televisión general sería el estreno en abril de 1971 de la serie Kamen Rider de la compañía Toei y del creador Shotaro Ishinomori, la serie de superhéroes tokusatsu que convertiría al canal en un éxito nacional. Desde entonces ha sido su hogar, al que se unió otra serie de Tokusatsu, Super Sentai, en la primavera de 1975 (KR dejó el canal en 1975, para volver en el 2000). Además de estos dos programas de acción en vivo, que se convertirían en parte de su programación emblemática, debido en parte al trabajo realizado por la rama de animación de Toei, los años 70 también fueron marcados en NET con grandes clásicos de la animación de fama nacional, que se transmitieron uno tras otro en el canal e incluso se exportaron a otros países, muchos de los cuales formarían parte de la vida cotidiana y la cultura y ayudaron a introducir al mundo en el género de anime. Tales animaciones ponen al canal en competencia directa con otras estaciones que emiten programas similares.

La transformación de NET en una estación de televisión de propósito general se completó el 1 de noviembre de 1973, cuando NET, junto con el canal educativo "Tokyo Channel 12" (ahora TV Tokyo) en Tokio, solicitó y recibió una licencia de estación de televisión de propósito general. Tras los cambios de programación, NET se rebautizó como NET General Television (総合局?).	 

### TV Asahi (1977-presente)

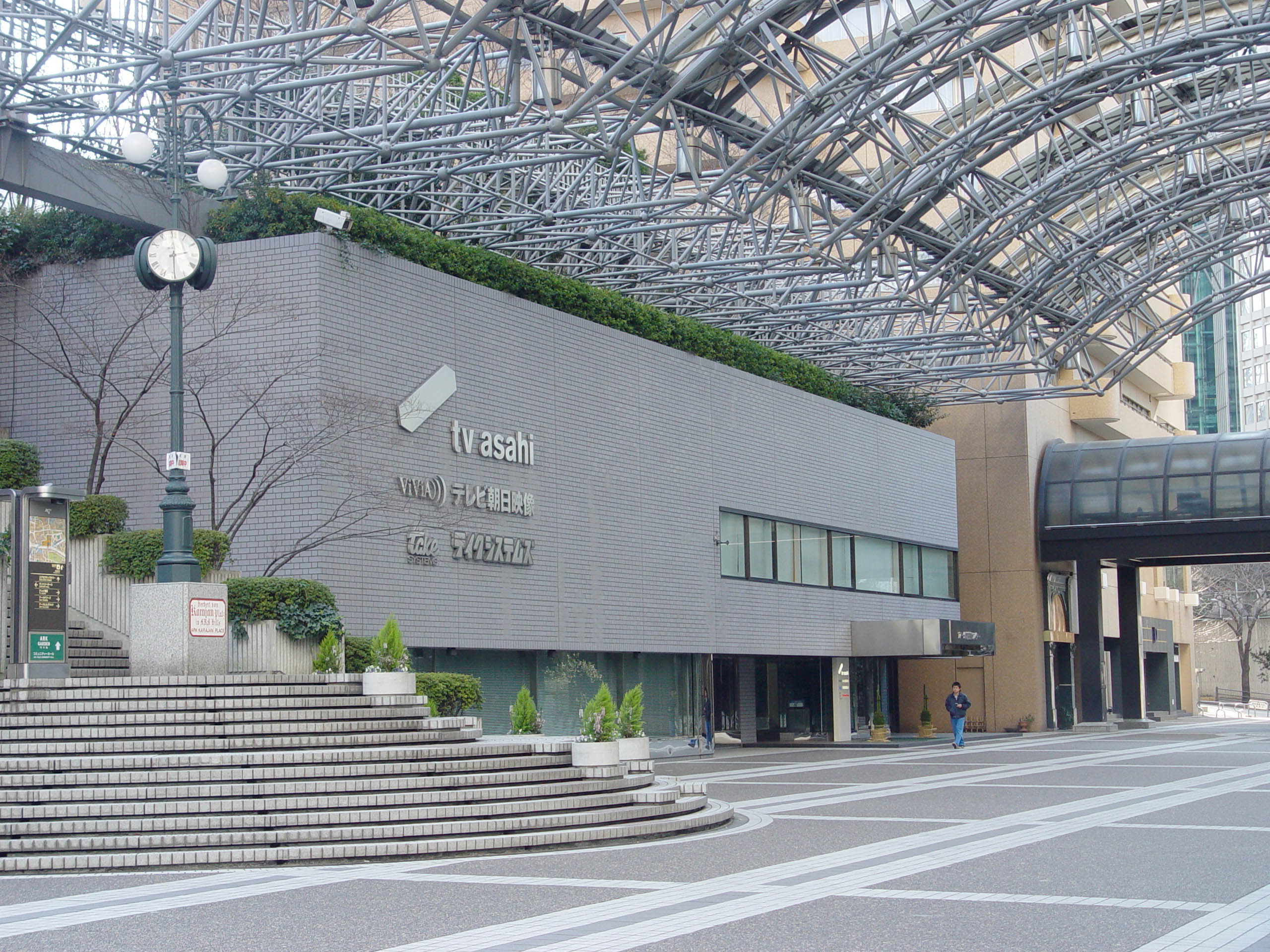
El anexo de TV Asahi en Ark Hills.

Años más tarde se convirtió en la Asahi National Broadcasting Company, Limited (全国朝日放送株式会社 Zenkoku Asahi Hōsō Kabushiki-gaisha?, comúnmente llamado TV Asahi) el 1 de abril de 1977. Antes de esto también se pensaba llamarlo New Japan Broadcasting y All Japan Broadcasting como nombres candidatos. TV Asahi se convirtió como la red oficial, desde 1982 hasta 1999, de otra franquicia de acción en vivo de Toei, la Metal Hero Series.
El 28 de septiembre de 1985 se completó el edificio Ark Hills (el límite entre Roppongi y Akasaka). Reubicando la oficinas de prensa y otros programas del Roppongi Center, los másteres del canal se trasladaron desde 26 de mayo de 1986.
En 1996, TV Asahi estableció la All-Nippon News Network (ANN) (オールニッポンニュース・ネットワーク Ōru Nippon Nyūsu Nettowāku?), y comenzó una serie de reformas, incluyendo la unificación de todos los estilos de presentación en sus redes regionales y la creación de un nuevo logotipo para darle a Asahi el aspecto de una red de televisión nacional. El 1 de octubre de 2003, TV Asahi trasladó su sede de su estudio de Ark Hills a Roppongi Hills, y la estación pasó a llamarse "TV Asahi Corporation", con el nombre presentado como "tv asahi" en pantalla.
El 20 de junio de 1996 una nueva compañía establecida por una empresa conjunta entre News Corporation dirigida por Rupert Murdoch y SOFTBANK dirigida por Son Satoshi, compra todas las acciones de TV Asahi que posee Ounobu, pasando a convertirse en el mayor accionista con una tasa de retención del 21,4%. Esto hizo que fuera una de las primeras fusión y adquisición realizada a una estación de televisión japonesa y una las más llamativas a una empresa de riesgo, siendo considerada una adquisición hostil, pero en marzo de 1997, Asahi Shimbun, el tercer mayor accionista en ese momento, compró todas las acciones en poder de la nueva compañía, pasando a ser el mayor accionista de TV Asahi.

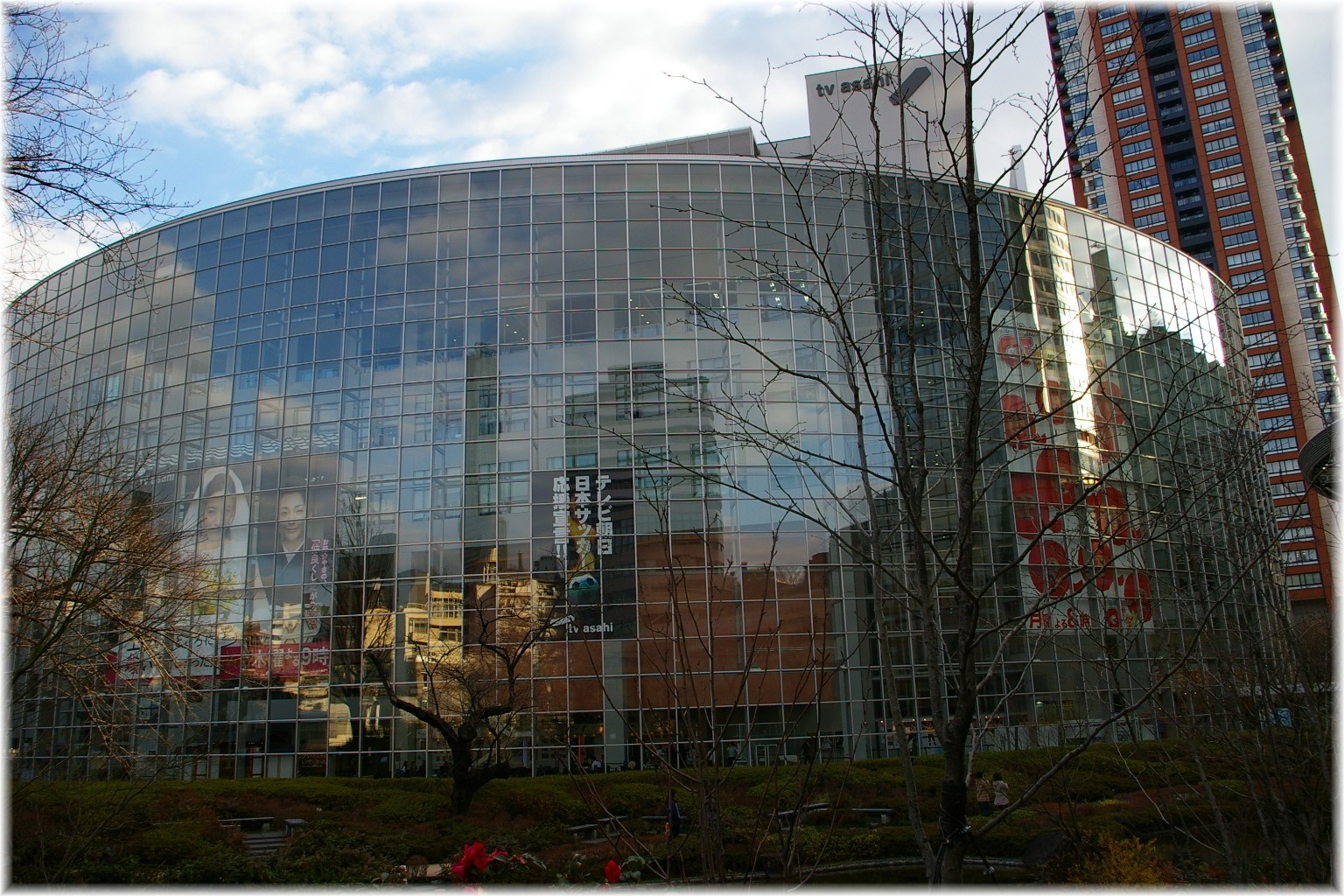
Exteriores de las actuales instalaciones de TV Asahi en 2008.

El 1 de agosto del 2000 empieza las construcciones de las nuevas instalaciones en Roppongi, Minato, siendo esta finalizada el 31 de marzo de 2003, y donde se reubican las transmisiones desde el 29 de septiembre. El 1 de octubre se simplifica el nombre a TV Asahi Co. Ltd. o EX (este último siendo basado en el distintivo de la señal del canal). Ese mismo, el 1 de diciembre, comenzó la televisión digital terrestre. Desde el principio, desde la transmisión digital, incluida la transmisión para Asahi, se transmite en alta definición en casi toda las transmisiones en vivo realizadas desde el estudio de la oficina central de Roppongi (la producción de HDTV comenzó al mismo tiempo que la reubicación).
El 9 de febrero de 2004 inició la operación de integración del máster analógico/digital (realizado por NEC). Hasta el día anterior, la transmisión analógica solo continuaba emitiéndose desde la sala de ajustes principal del centro de transmisión, pero con esto, ambas transmisiones de analógico y digital pasaron al nuevo edificio. El 24 de julio de 2011 la emisión analógica finaliza al mediodía. La misma onda de emisión se detiene completamente antes de las 24 horas.
En 2013 se empieza a transmitir desde el Tokyo Sky Tree. se estructura la compañía, siendo la compañía matriz TV Asahi Holdings Co., Ltd., mientras quien maneja los canales y empresas afiliadas será TV Asahi Corporation.
La transmisión de competiciones acuáticas internacionales, partidos de fútbol de la Copa del Mundo y la creación de populares programas de televisión nocturnos contribuyeron a un aumento de la audiencia de TV Asahi, y elevó a la estación de televisión de su popularmente ridiculizado "cuarto lugar perpetuo" al segundo lugar, justo detrás de Fuji TV, en 2005.

## Identificativos
La marca actual de TV Asahi fue creada por el colectivo de diseño británico Tomato (algunos miembros trabajan como el grupo de música electrónica Underworld) junto con el departamento de diseño interno de TV Asahi en 2003. Se compone de un conjunto de "barras" generados por ordenador en fondo blanco, que cambian de color y movimiento junto con la música de fondo que acompaña a los identificadores. TV Asahi también utiliza una breve captura de su animación de barras en la parte superior izquierda de la pantalla después de las pausas publicitarias. La música de fondo utilizada para los videos de inicio y cierre de sesión de TV Asahi son "Born Slippy.NUXX 2003" y "Rez" de Underworld. Más tarde, TV Asahi actualizó su vídeo de inicio y fin de sesión en 2008 con una versión revisada de animación de "barras" generados por ordenador y nueva música de fondo. El eslogan de TV Asahi New Air, On Air aparece en la parte superior de su nombre. Puede verse en el canal YouTube de TV Asahi, que en 2011-12 fue reemplazado por su mascota, Go-Chan.
La empresa escribe su nombre en minúsculas, tv asahi, en su logotipo y en sus materiales de imagen pública. Normalmente, la marca de la estación en pantalla aparece como "/tv asahi" o "tv asahi\". La apariencia de la marca de agua de la estación es la barra en la parte superior con el nombre de la estación en la parte inferior. Las fuentes utilizadas por TV Asahi para las partes escritas son Akzidenz Grotesk Bold (inglés) y Hiragino Kaku Gothic W8 (japonés).
La estación junto con Sanrio también lanzó su propia mascota, Gō EX Panda (ゴーエクスパンダ Gō Gō Ekkusu Panda), también conocida como Gō-chan (ゴーちゃん). Gō-chan se ve actualmente en la identificación de inicio de sesión de TV Asahi.

## Sede
En 2003, la sede de la empresa se trasladó a un nuevo edificio diseñado por Fumihiko Maki. La dirección es: 6-9-1 Roppongi, Minato, Tokio, Japón.
Algunos de los departamentos y subsidiarias de TV Asahi, como TV Asahi Productions y Take Systems, todavía están ubicados en TV Asahi Center, que es la antigua sede de TV Asahi entre 1986 y 2003. Se encuentra en Ark Hills, no muy lejos de su sede.

## Programación

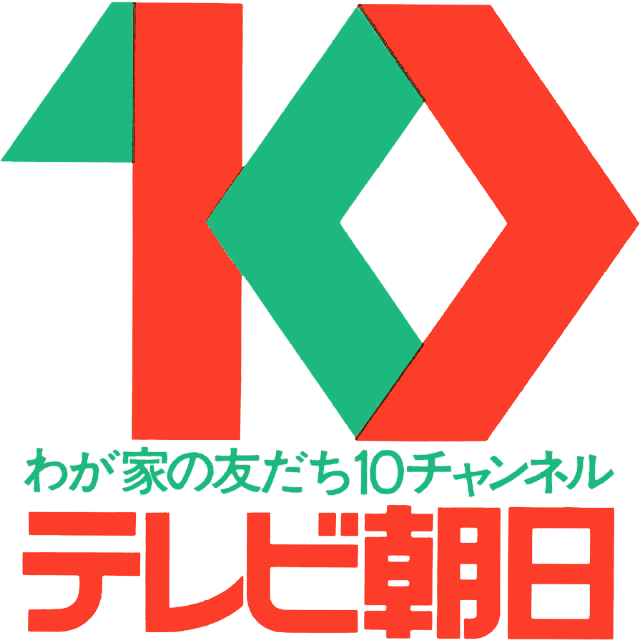
Logotipo usado desde 1977 hasta 2003.

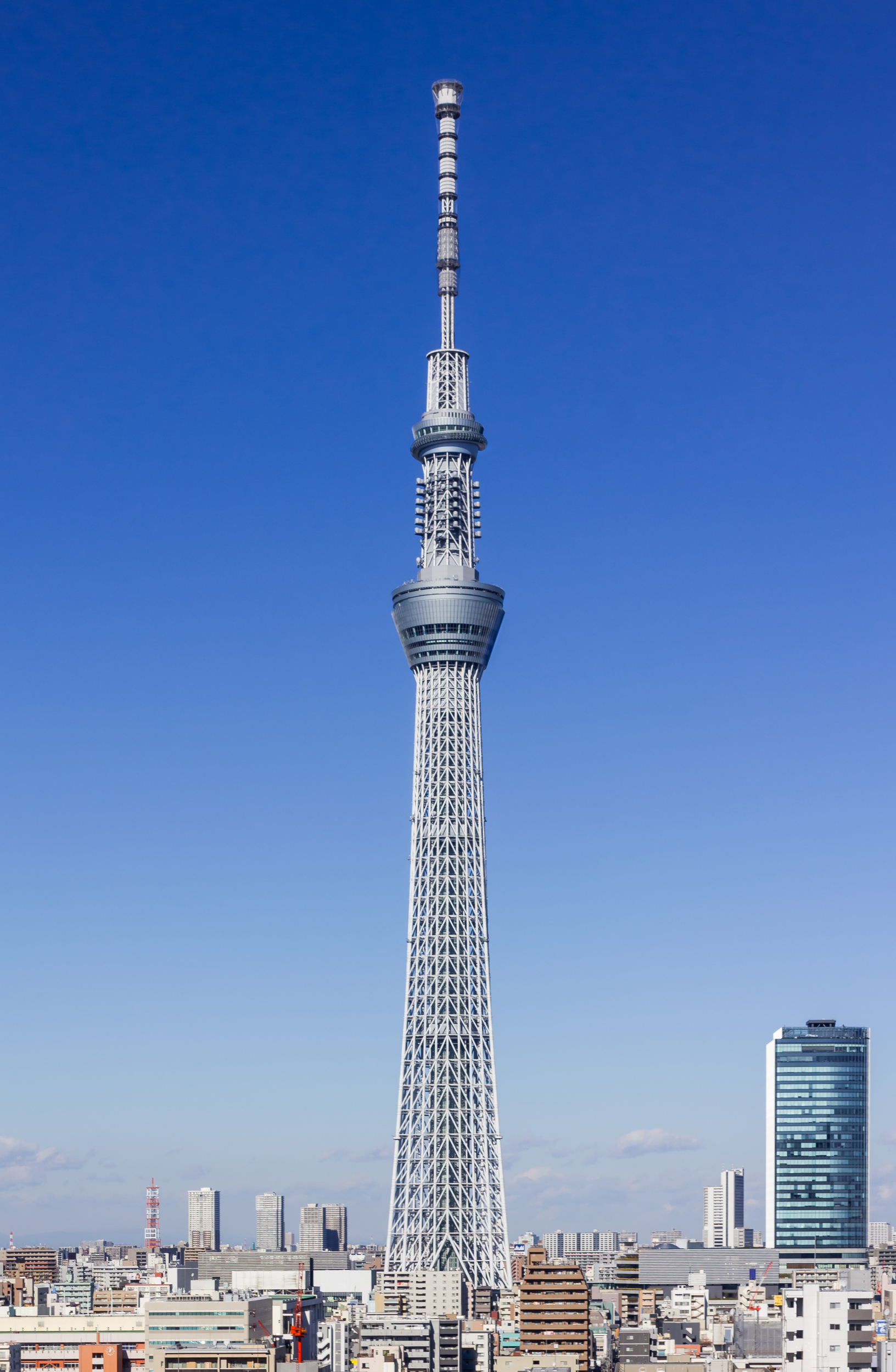
Tokyo Sky Tree, que es el lugar de transmisión actual.

En 1964, en la era de la televisión NET, comenzó "Morning Show", un pionero del amplio espectáculo. Muchos programas de noticias e información que comenzaron en la segunda mitad de la década de 1980 se han convertido en programas de longevidad que exceden los 20 años de transmisión. En 1985, como plataforma de 22 horas, comenzó el primer gran programa de noticias "News Station". En el programa de debate nocturno "Live TV" en 1987, " Sunday Project " en 1989 y el prohgrama de documental mediático "The Scoop" comenzaron a transmitir.
La Liga de Campeones de la AFC patrocinada por la Federación Asiática de Fútbol se ha centrado en la transmisión de fútbol en vivo de 2007 a 2012 con los canales BS Asahi y Terenai. Además transmitió 4 mundiales, desde la Copa Mundial de la FIFA Corea-Japón en 2002 hasta los de Brasil en 2014. En béisbol ha transmitido partidos del equipo Saitama Seibu Lions, y competiciones internacionales como Clásico Mundial de Béisbol desde su primera edición junto con TBS, también ha emitido la Copa Mundial de Béisbol Sub-18. En el campo de la lucha ha emitido la New Japan Pro-Wrestling, y ha principios de 1970 la All Japan Women's Pro-Wrestling, en la década de 1990 se emiten disciplinas como K-1, artes marciales mixtas junto a otras emisiones comunes como boxeo (desde 1979 hasta 2003), kick boxing y karate. Otras competencias emitidas son Grand Prix de patinaje artístico sobre hielo, Campeonato Pan-Pacífico de Natación, y golf con el Abierto de Estados Unidos y el Abierto Británico de Golf.
Desde que se estableció como una filial de Toei, actualmente es la única estación de televisión que tiene un marco especial para las producciones de Toei (marco de drama criminal a las 21:00 horas del miércoles, marco de drama los jueves a las 20:00 y domingo por la mañana en el marco drama con efectos especiales ("hora del superhéroe"), este último siendo el espacio donde se emiten Kamen Rider y Super Sentai Series
Su ingreso en las producciones animada fue con "Wolf Shonen Ken", cuando era un canal educativo, esto comenzó en 1963. Después de eso, las "serie de chicas brujas" empezó con "Sorcerer Sally" estrenado en 1966, el cual logró ganar popularidad. Incluso después de convertirse en canal de programa integral, éxitos como "Ikkyū-san" y "Candy Candy" se han producido uno por uno. Muchas de estas obras del pasado se debieron principalmente a la producción de Toei Animation, que también es una compañía afiliada de TV Asahi.
En la década de 1980, entran las producciones del estudio de animación de Fujiko Fujio, Shin-Ei, tales como Kaibutsu-kun y Ninja Hattori, y uno de los reconocidos de dicho estudio, Doraemon.
En la década de 1990, aunque se iniciaron obras populares como Crayon Shinchan actualmente en el aire, Sailor Moon y Slam Dunk, la franja de animación desapareció uno tras otro justamente en su época dorada. En la tarde de septiembre de 2004, se retiraron de las 7:00 p. m. del sábado por la noche (se detuvieron temporalmente en 2001, se restauraron en abril de 2002, pero finalizaron en aproximadamente dos años y medio).

## Incidencias
En el proceso de presentación del incidente de Matsumoto en "The Scoop" el 8 de julio de 1995, emitido el 24 de junio de 1995, se envió un cuestionario a la Policía de la Prefectura de Nagano, pero no hubo respuesta, sin embargo, de hecho se protestó ante la policía de la prefectura de Nagano porque no se presentó dicho cuestionario a la policía de la prefectura de Nagano y se descubrió que era una fabricación.
El 26 de octubre de 2001, en el programa de información "Super Morning", Koji Kawamura, exdirector de Asahi TV Asahi, dijo: "Los judíos fueron atacados por ataques de ántrax mientras controlan los medios estadounidenses", causando la protesta de un grupo judío estadounidense.
El 12 de agosto de 2003, cuando se graba el drama de la serie "Western Police 2003" que estaba programado para ser emitido a partir de octubre del mismo año, un automóvil fotografiado conducido por el actor Tsutomu Ikeda, produjo un accidente en el que cinco personas sufrieron lesiones graves, esto debido a la irrupción de una persona al causar un tiroteo. El programa se canceló y la transmisión del drama especial ya finalizado también se canceló. En el año siguiente, se confirmó la disposición penal contra la persona responsable del tiroteo, la persona lesionada ya se había recuperado y el drama especial se emitió el 31 de octubre de 2004 en respuesta al consentimiento de la emisión.
El 25 de febrero de 2004, se señaló que la escena de una mujer que caía desnuda en el programa de animación nocturna "Area 88", donde además hacia una expresión subliminal, recibieron instrucciones de eliminar esa parte. Los estándares de transmisión de JNPB prohíben la expresión subliminal de insertar imágenes que no pueden ser percibidas a simple vista.
El 28 de septiembre de 2006, reciben un examen de impuestos por parte de la Oficina Nacional de Impuestos de Tokio, descubriendo que aproximadamente trescientos millones de yenes de declaración fueron señalados en tres años hasta el año fiscal que terminó en marzo de 2005. Aproximadamente 130 millones de yenes se estiman como un costo ficticio de subcontratación hacia compañías de producción, como los programas de información. La Oficina Nacional de Impuestos se reconoce esto como "ocultamiento de ingresos maliciosos".